# Generation EFX
Albums de Das EFX
Hold It Down
(1995) The Very Best of Das EFX
(2001)
Singles
1. Rap Scholar
Sortie : 1998

Generation EFX est le quatrième album studio de Das EFX, sorti le 24 mars 1998.
L'album s'est classé 10e au Top R&B/Hip-Hop Albums et 48e au Billboard 200.

## Liste des titres
| No  | Titre                                                                      | Auteur | Contient un (des) sample(s) de | Durée |
| --- | -------------------------------------------------------------------------- | --- | --- | ----- |
| 1.  | Intro                                                                      | Weston, Hines, Charity, Lynch, Aguilar                                                                       | Vogue de Madonna Mic Checka de Das EFX Generation EFX de Das EFX featuring PMD Gimme Dat Micraphone de Das EFX New Stuff de Das EFX | 0:32  |
| 2.  | Raw Breed (Produit par 8-Off et Solid Scheme)                              | Weston, Hines, Aguilar, Charity, Lynch, A. Williams, R. Turner, M. Adams, S. Arrington, M. Hicks, D. Webster | | 3:02  |
| 3.  | Shine (Produit par Tony L)                                                 | Weston, Hines, Aguilar, Y. Muhammedi                                                                         | Just a Touch of Love de Slave | 4:04  |
| 4.  | Somebody Told Me (featuring 8-Off et Nocturnal – Produit par 8-Off)        | Weston, Hines, Aguilar                                                                                       | | 3:38  |
| 5.  | Set It Off (Produit par Rashad Smith et Armando Colon)                     | Weston, Hines, R. Smith, A. Colon                                                                            | Hip Hop, Be Bop (Don't Stop) de Man Parrish Protect Ya Neck du Wu-Tang Clan                                                         | 4:17  |
| 6.  | No Doubt (featuring M.O.P. et Teflon – Produit par Solid Scheme)           | Weston, Hines, Murray, Grinnage, Starling, Charity, Lynch                                                    | | 3:41  |
| 7.  | Rap Scholar (featuring Redman – Produit par Rashad Smith et Armando Colon) | Weston, Hines, Noble, P. Smith, R. Smith, A. Colon, E. Irons, R. Hargis, R. Ransom                           | Dazz de Brick | 3:21  |
| 8.  | Generation EFX (featuring EPMD – Produit par PMD et 8-Off)                 | Weston, Hines, Sermon, Smith, Aguilar, Sullivan                                                              | Eye of the Tiger de Survivor | 3:46  |
| 9.  | Rite Now (Produit par Mike Lowe)                                           | Weston, Hines, M. Loe, A. Johnson, K. Muchita                                                                | | 2:58  |
| 10. | Whut Goes Around (featuring Miss Jones – Produit par PMD)                  | Weston, Hines, T. Jones, Smith                                                                               | Strawberry Letter 23 des Brothers Johnson                                                                                           | 3:34  |
| 11. | Make Noize (Produit par Solid Scheme)                                      | Weston, Hines, Charity, Lynch                                                                                | Music Box de Philip Glass | 3:09  |
| 12. | New Stuff (Produit par PMD et 8-Off)                                       | Weston, Hines, Smith, Marotta, Aguilar                                                                       | Shakuhachi d'E-mu Systems | 3:28  |
| 13. | Take It Back (featuring PMD – Produit par PMD)                             | Weston, Hines, Smith                                                                                         | One for the Treble (Fresh) de Davy DMX Sucker M.C.'s (Krush Groove 1) de Run–D.M.C.                                                 | 2:18  |
| 14. | Change (Produit par 8-Off)                                                 | Weston, Hines, Aguilar, B. May                                                                               | Sail Away Sweet Sister de Queen | 4:35  |

| 15. | Rap Scholar (Original Version) (featuring Redman – Produit par PMD) | Weston, Hines, Noble, Smith, Irons, Hargis, Ransom | 3:59 |